# 上里正明
上里 正明（うえさと まさあき）は、日本の実業家。総合人材サービスを展開するアデコグループの日本法人で人材サービスキャリアスタッフ(現アデコキャリアスタッフ)代表取締役社長。

## 略歴
- 1976年 神奈川大学経卒
- 1976年 日本交易入社
- 1981年 花王入社
- 1986年 キャリアスタッフ(現アデコキャリアスタッフ)入社
- 1996年取締役、1999年アデコキャリアスタッフ取締役
- 2002年1月1日 アデコキャリアスタッフ代表取締役社長